# Francisco Cerúndolo
Francisco Cerúndolo (Buenos Aires, 13 augustus 1998) is een Argentijns tennisser. Zijn broer Juan Manuel Cerúndolo is ook een proftenniser.

## Carrière
In 2018 speelde hij korte tijd collegetennis voor de University of South Carolina. Cerúndolo begon in 2018 als proftennisser en won zijn eerste challenger in 2020. Hij sloot 2020 af met drie gewonnen challengers en een gewonnen futures-toernooi. In 2021 werkte hij zich verder op naar de top en stond in zijn eerste ATP-finale. Hij verloor van landgenoot Diego Schwartzman in twee sets op het ATP-toernooi van Buenos Aires. Hij nam in 2021 ook voor het eerst deel aan Roland Garros. 
In 2022 speelde hij zijn tweede finale van een ATP-toernooi in Båstad waar hij landgenoot Sebastián Báez versloeg in twee sets. Hij nam in 2022 deel aan drie grandslamtoernooien maar geraakte nooit voorbij de eerste ronde.
In 2022 vertegenwoordigde hij Argentinië op de eindronde van de Davis Cup.

## Palmares
| Legenda               |
| --------------------- |
| Grand Slam            |
| Olympische Spelen     |
| ATP Finals            |
| ATP Tour Masters 1000 |
| ATP Tour 500          |
| ATP Tour 250          |

### Enkelspel
| Nr.                             | Datum            | Toernooi         | Ondergrond | Tegenstander in finale  | Score         | Details |
| ------------------------------- | ---------------- | ---------------- | ---------- | ----------------------- | ------------- | ------- |
| gewonnen finales herenenkelspel |                  |                  |            |                         |               |         |
| 1.                              | 17 juli 2022     | ATP Båstad       | Gravel     | Sebastián Báez          | 7-6, 6-2      | details |
| 2.                              | 1 juli 2023      | ATP Eastbourne   | Gras       | Tommy Paul              | 6-4, 1-6, 6-4 | details |
| verloren finales herenenkelspel |                  |                  |            |                         |               |         |
| 1.                              | 7 maart 2021     | ATP Buenos Aires | Gravel     | Diego Schwartzman       | 1-6, 2-6      | details |
| 2.                              | 21 mei 2023      | ATP Lyon         | Gravel     | Arthur Fils             | 3-6, 5-7      | details |
| gewonnen challengers            |                  |                  |            |                         |               |         |
| 1.                              | 4 oktober 2020   | Split            | Gravel     | Pedro Sousa             | 4-6, 6-3, 7-6 |         |
| 2.                              | 23 november 2020 | Guayaquil        | Gravel     | Andrej Martin           | 6-4, 3-6, 6-2 |         |
| 3.                              | 6 december 2020  | Campinas         | Gravel     | Roberto Carballés Baena | 6-4, 3-6, 6-3 |         |
| 4.                              | 8 augustus 2021  | Cordenons        | Gravel     | Tomás Martín Etcheverry | 6-1, 6-2      |         |
| 5.                              | 30 januari 2022  | Santa Cruz       | Gravel     | Camilo Ugo Carabelli    | 6-4, 6-3      |         |

### Landencompetities
| Nr.              | Datum                | Toernooi  | Ondergrond    | Partner(s)                                                               | Tegenstanders                                                                                   | Score                | Ref.    |
| ---------------- | -------------------- | --------- | ------------- | ------------------------------------------------------------------------ | ----------------------------------------------------------------------------------------------- | -------------------- | ------- |
| Gewonnen finales |                      |           |               |                                                                          |                                                                                                 |                      |         |
| 1.               | 22-24 september 2023 | Laver Cup | Hardcourt (i) | Taylor Fritz Frances Tiafoe Tommy Paul Félix Auger-Aliassime Ben Shelton | Andrej Roebljov Casper Ruud Hubert Hurkacz Alejandro Davidovich Fokina Gaël Monfils Arthur Fils | 13-2 (9 wedstrijden) | details |

## Resultaten grote toernooien
| Legenda | Legenda                          |
| ------- | -------------------------------- |
| g.t.    | geen toernooi gehouden           |
| l.c.    | lagere categorie                 |
| –       | niet deelgenomen                 |
| G       | uitgeschakeld in de groepsfase   |
| 1R      | uitgeschakeld in de eerste ronde |
| 2R      | uitgeschakeld in de tweede ronde |
| 3R      | uitgeschakeld in de derde ronde  |
| 4R      | uitgeschakeld in de vierde ronde |
| KF      | uitgeschakeld in de kwartfinale  |
| HF      | uitgeschakeld in de halve finale |
| F       | de finale verloren               |
| W       | het toernooi gewonnen            |
| w-v     | winst/verlies-balans             |

### Enkelspel
| toernooi            | 2021 | 2022 | 2023 |
| ------------------- | ---- | ---- | ---- |
| Grandslamtoernooien |      |      |      |
| Australian Open     | –    | –    | 3R   |
| Roland Garros       | 1R   | 1R   | 4R   |
| Wimbledon           | –    | 1R   | 2R   |
| US Open             | –    | 1R   | 2R   |
| Statistieken        |      |      |      |
| titels per jaar     | 0    | 1    | 1    |
| eindejaarsranking   | 127  | 30   | 21   |

### Dubbelspel
| toernooi            | 2022 | 2023 |
| ------------------- | ---- | ---- |
| Grandslamtoernooien |      |      |
| Australian Open     | –    | 1R   |
| Roland Garros       | 1R   | –    |
| Wimbledon           | 1R   | 1R   |
| US Open             | –    | –    |
| Statistieken        |      |      |
| titels per jaar     | 0    | 0    |
| eindejaarsranking   | 212  | –    |